# Mauricio Funes
Carlos Mauricio Funes Cartagena (San Salvador, 18 de octubre de 1959-Managua, 21 de enero de 2025)fue un periodista y político salvadoreño naturalizado nicaragüense. Se desempeñó como presidente de El Salvador desde el 1 de junio de 2009 hasta el 1 de junio de 2014 tras obtener la victoria en las elecciones del 15 de marzo de 2009 por el partido de izquierda Frente Farabundo Martí para la Liberación Nacional (FMLN).
En 2016, Funes y su familia salieron de El Salvador y se exiliaron en Nicaragua debido a acusaciones de corrupción durante su mandato. En julio de 2023, fue sancionado por el Departamento de Estado de los Estados Unidos. debido a su condena en ausencia por negociaciones relacionadas con las treguas entre pandillas que hizo mientras estaba en el cargo, enriquecimiento ilícito y evasión fiscal. Falleció en 2025.

## Infancia y juventud
Mauricio Funes nació en San Salvador el 18 de octubre de 1959. Es hijo de Roberto Funes y María Mirna Cartagena; y hermano de Guillermo Funes Cartagena. Realizó sus estudios de primaria en el Colegio Centroamérica y los de secundaria en el Colegio Externado San José, y estudió la carrera de Licenciatura en Letras en la Universidad Centroamericana "José Simeón Cañas" (UCA), sin haber logrado culminar con la obtención del título académico.

## Carrera periodística
En 1986 comenzó su práctica periodística como reportero del Noticiero Tele 10, programa de la televisora estatal Canal 10. Desde 1987, y por un período de cuatro años, trabajó en Al Día, un espacio informativo de Canal 12, teniendo bajo su responsabilidad la fuente parlamentaria (cobertura de la Asamblea Legislativa).
En 1990 fue uno de los fundadores del Centro de Audiovisuales de la UCA y de la Radio YSUCA. En 1992, volvió a laborar en Canal 12 como conductor de la Entrevista Al Día. Durante los siguientes trece años condujo ese espacio de entrevistas. En 1997 fue nombrado Director de Noticiero Hechos.
Funes es considerado un periodista crítico hacia la administración del partido ARENA que gobernó El Salvador de 1989 a 2009. Entre 1997 y 2003 condujo el segmento editorial Sin Censura dentro del Noticiero Hechos de Canal 12, donde frecuentemente criticó la actuación gubernamental, así como también otros temas de interés nacional. Sostuvo varias polémicas con funcionarios del gobierno. En 2001 hizo públicas las denuncias sobre la forma en que se manejó la ayuda internacional, luego de los terremotos de enero y febrero de dicho año.
En su carrera periodística ha entrevistado a personajes como João Baena Soares, Javier Pérez de Cuéllar, César Gaviria, Felipe González, Hugo Chávez, Fidel Castro (en 2000), o Luiz Inácio Lula da Silva. En 1988 entrevistó en Costa Rica al excomandante del Frente Farabundo Martí para la Liberación Nacional (FMLN), Joaquín Villalobos, siendo la primera vez que un comandante de la guerrilla concedía una entrevista a un medio de prensa nacional.
El 19 de febrero de 2005 fue despedido de Canal 12, por lo que varias organizaciones sociales manifestaron su descontento ante ese hecho. El 20 de mayo de ese año retornó a la televisión con el programa La Entrevista en los Canales 15 y 21 de la cadena Megavisión. En septiembre de 2005, una encuesta mostró que el nuevo programa de Funes era el más visto durante las mañanas. En abril de 2007, varios medios de comunicación anunciaron que Funes habría sido propuesto como candidato presidencial del partido FMLN.
En agosto de ese mismo año la empresa televisiva Megavisión, junto con Funes, decide cerrar el espacio La Entrevista con Mauricio Funes, en uno de sus canales; luego en septiembre durante una presentación de su programa en el Canal 15 agradeció a los televidentes y se despidió manifestando que era la última presentación de su programa, pues cerraba su carrera como comunicador, para dedicarse a la política.
A partir de mayo de 2007 reabrió en espacio radial, el programa Sin censura en Radio Cadena mi Gente AM 700. Fue por muchos años corresponsal de CNN en El Salvador.
El 10 de octubre de 2007, Alejandro Funes, hijo primogénito de Mauricio Funes, falleció en Francia. Según partes policiales parisinos, el joven de 27 años fue atacado por un hombre de origen marroquí en las afueras del Museo de Louvre. Alejandro Funes estaba en París estudiando fotografía.

## Radio Cadena Mi Gente "La voz del pueblo" 700 AM

### Historia
Radio Cadena Mi gente “La voz del pueblo” surgió en 2004, fundada por el pastor William Osmar Chamagua junto con un empresario español. Era una radio con naturaleza política y social, su propósito era contribuir a la búsqueda de soluciones de los problemas más apremiantes de El Salvador por medio del empoderamiento a un público popular. En 2005 obtuvieron la frecuencia con cobertura a nivel nacional, contaban con 2 transmisores de 12,000 Watts de potencia cada uno. Uno estaba situado en el departamento de San Miguel y el otro en el volcán de San Salvador. En 2007 comenzaron a transmitir por internet en el sitio web RadioCadenaMiGente.net. Esta radio logró estar dentro del ranking 5 de las radios más escuchadas en El Salvador. 
Radio Cadena Mi Gente siempre conservó su naturaleza, pero se le catalogaba de izquierda política el expresidente Mauricio Funes la utilizó para lanzarse como presidente, sin embargo la radio siempre fue crítica y exigente para que se cumplieran los derechos a la población. Debido a esto, la radio lograba su sostenibilidad por medio del apoyo económico de los radioescuchas.

### Equipo tecnológico
Radio Cadena Mi Gente no enfrentó un proceso de cambio tecnológico. Desde sus inicios su equipo era digital y fuerte, contaban con computadoras, micrófonos. Tenían su propio diario digital “La voz de mi gente”, redes sociales y transmitían en línea. El personal de la radio estuvo dispuesto a ayudar a quienes tenían dificultades con el equipo.

### Desaparición
La desaparición de Radio Cadena Mi Gente se dio por las presiones políticas, ya que era una radio escuela, y por su naturaleza social y crítica. A raíz de esto no contaban con los anunciantes suficientes para mantener la radio. Por eso la radio económicamente se sostuvo por los radioescuchas en El Salvador y en el extranjero. Según Rodrigo Colindres exlocutor de Radio Cadena Mi Gente la radio mensualmente pagaba 15 mil dólares de los cuales solo se lograban pagar 5 mil obtenido por las personas de la diáspora, la radio tenía déficit de 10 mil dólares. La falta de recursos económicos llevó a la radio a reducir su horario de transmisión. En 2018 desapareció del dial y en 2019 del internet.

## Inicios de carrera política
A partir del 28 de septiembre de 2007 fue comunicado oficialmente candidato presidencial para las elecciones presidenciales por parte de la dirigencia del partido FMLN. El inicio de carrera política parece haber sido influenciada por su amigo Franzi Hasbún, quien también se convertiría en el principal estratega de la campaña presidencial.

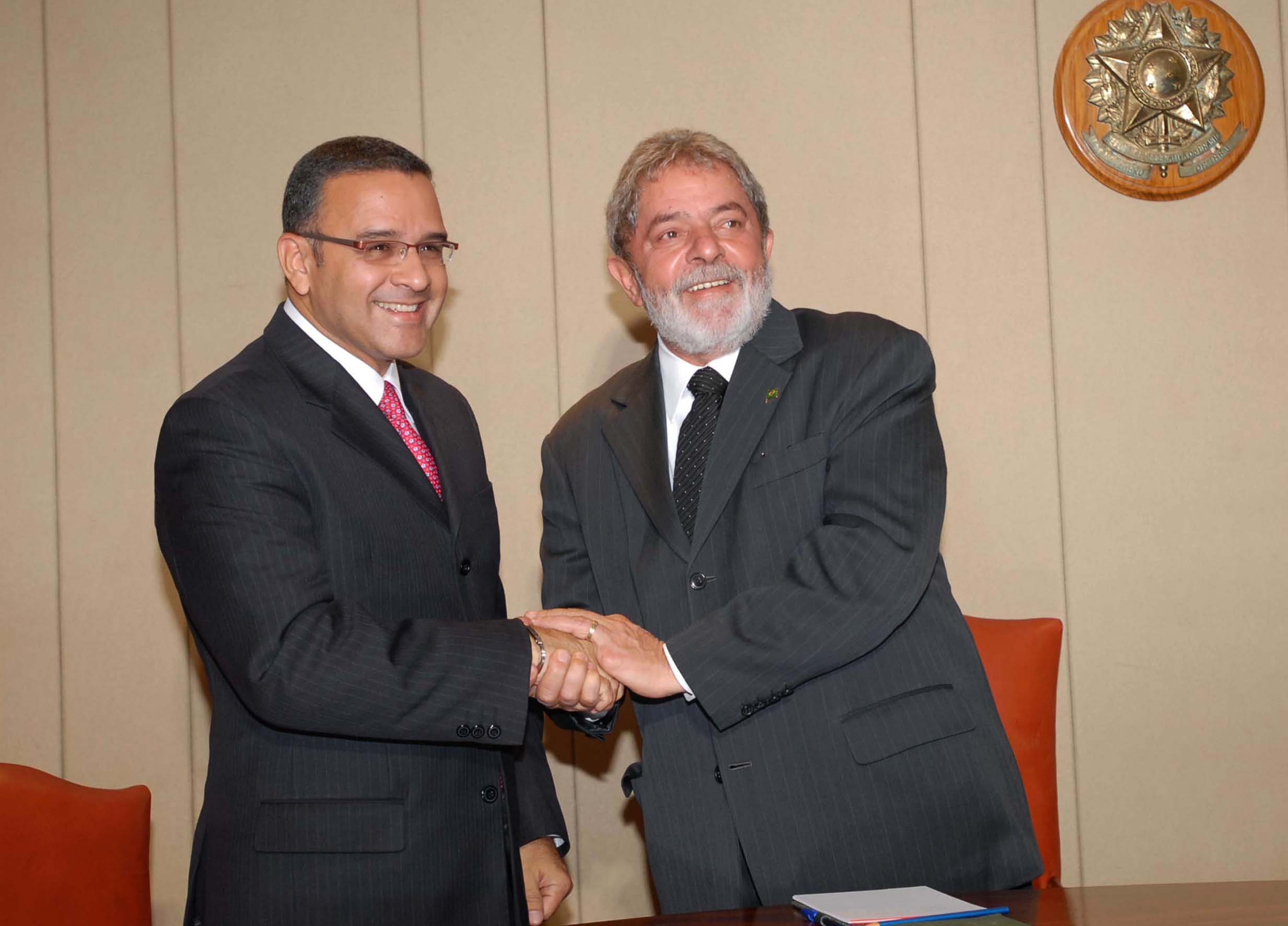
Lula da Silva recibe a Mauricio Funes, candidato de la FMLN para las elecciones presidenciales de 2009 en El Salvador

El 11 de noviembre de ese mismo año, la Convención Nacional del FMLN, coincidiendo con el decimoctavo aniversario de la Ofensiva hasta el tope lanzada en 1989, (el resultado de esta ofensiva marcó el inicio de las negociaciones de paz entre gobierno y fuerzas de izquierda en armas), proclamó y reiteró a Mauricio Funes como candidato presidencial para las elecciones de marzo de 2009, haciendo fórmula presidencial con el excombatiente Salvador Sánchez Cerén.
Desde su proclamación como candidato hasta la elección de marzo de 2009, Mauricio Funes se mantuvo arriba en las preferencias de intención de voto en los sondeos de opinión. Funes fue objeto de múltiples señalamientos públicos por sectores de derecha, centrados en la posible relación de su gobierno con el presidente de Venezuela, Hugo Chávez. Además, en mayo de 2011 se conoció a través del medio digital El Faro, basándose en cables diplomáticos proveídos por Wikileaks, que la embajada estadounidense en el país había incidido en las elecciones internas de El Salvador ante las posibilidades reales de ARENA de ganar la elección.
El FMLN denunció que tales acusaciones constituían una campaña sucia contraria a una prohibición expresa del Código Electoral salvadoreño, y las intervenciones de Peña Esclusa configuraban una injerencia ilegal de extranjeros en la política interna del país, lo que llevó a presentar una demanda ante el Tribunal Supremo Electoral.

Mauricio Funes, y su compañero de fórmula Salvador Sánchez Cerén, fueron elegidos presidente y vicepresidente de El Salvador en la elección celebrada el domingo 15 de marzo de 2009 para un mandato de cinco años al recibir 1,354,000 votos (51,32 % de la votación válida), asumiendo sus funciones, el 1 de junio de 2009 al concluir el mandato del presidente Elías Antonio Saca. Ambos recibieron las credenciales de elección por parte del Tribunal Supremo Electoral en un acto celebrado en un hotel de San Salvador. 

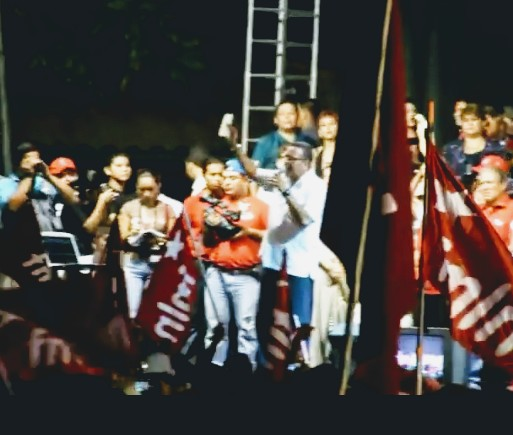
Mauricio funes en San Miguel 2009. Funes ganó las elecciones presidenciales 2009 con el 51,32% del voto popular, ganando así la elección en una sola ronda. Fue el segundo presidente de izquierdas del país (el primero Manuel Enrique Araujo), así como el primer líder del partido FMLN que no luchó en la guerra civil salvadoreña. Su juramento en el 1 de junio marcó sólo la tercera vez en la historia del país que un partido gobernante transfirió pacíficamente el poder a la oposición.

## Presidencia (2009-2014)

### Investidura presidencial

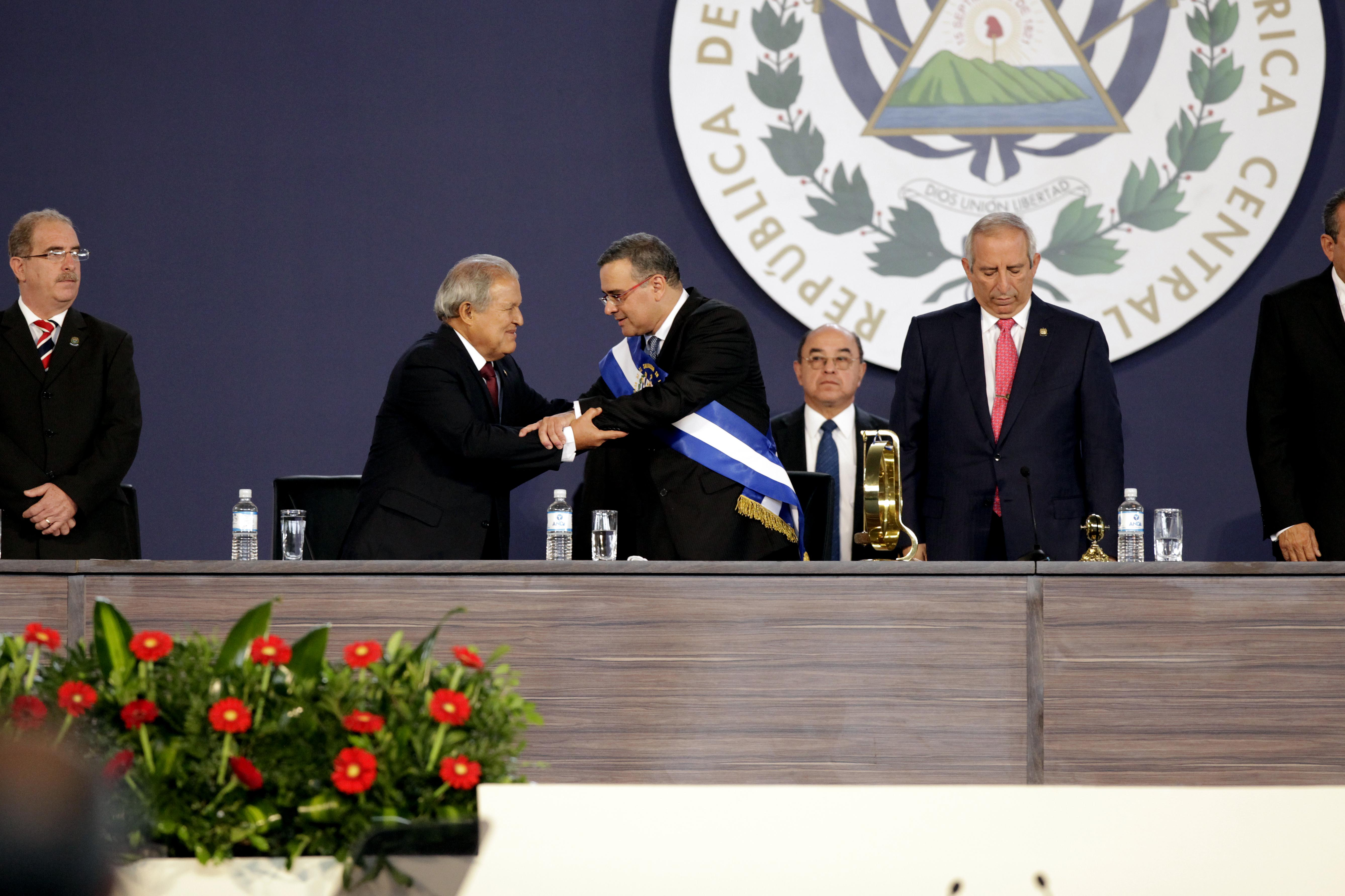
Funes, usando la faga presidencial de El Salvador, con su sucesor presidencial Salvador Sánchez Cerén en la inauguración de Cerén

Para la investidura presidencial de Mauricio Funes llegaron hasta 12 presidentes de diferentes partes del mundo, los cuales decidieron asistir a la toma de posesión de Funes el 1 de junio de 2009.

### Política económica

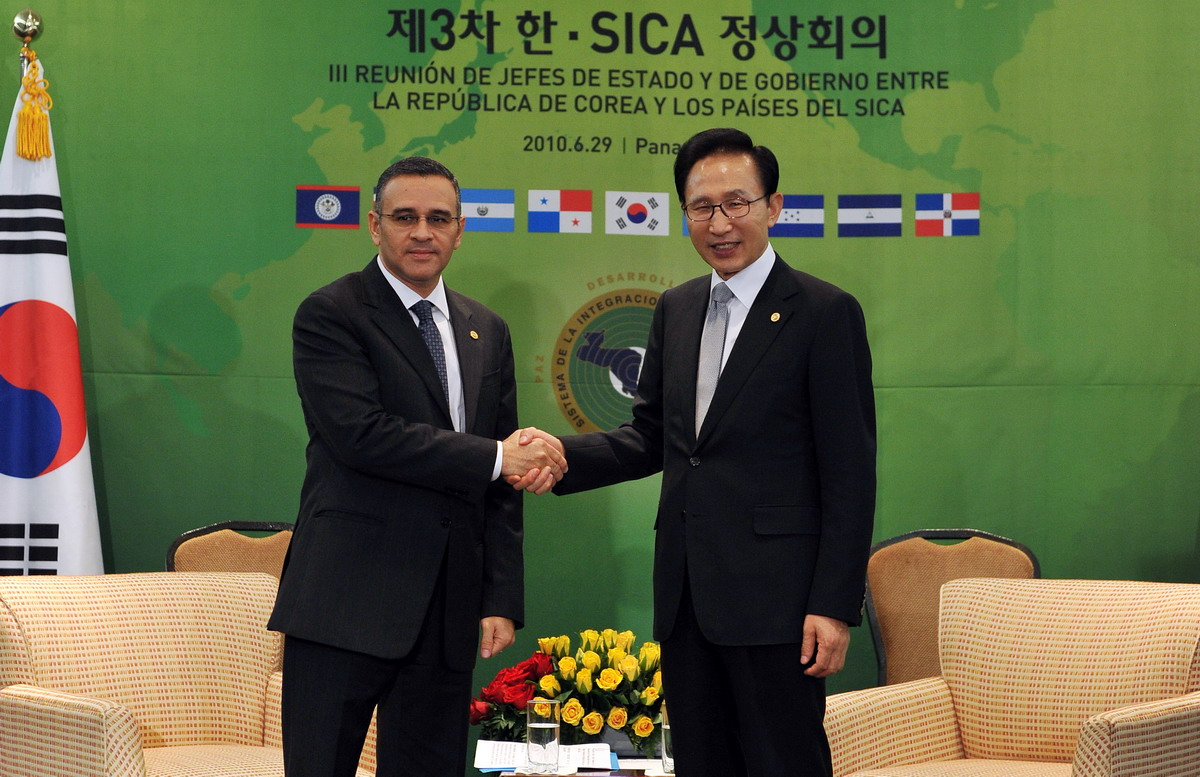
Mauricio Funes junto al presidente surcoreano Lee Myung-bak (2010).

Funes anunció en su discurso de asunción como presidente de El Salvador un «Plan Anticrisis» que, entre otras medidas, crearía unos 100 000 empleos en los siguientes 18 meses. El 18 de junio detalló el plan anunciado en su discurso inaugural y entre los puntos más importantes mencionó la creación de un bono de educación, pensión básica de US$50 para 42 000 adultos de la tercera edad, la institución de un consejo económico y social, banca de fomento, un fondo de garantía, la organización de las Comunidades Urbanas Solidarias, importación de fertilizantes a bajos precios para beneficiar a 450 000 agricultores y un programa de ingresos temporales enfocado a 30 000 salvadoreños desempleados. El programa, que tendría un costo de US$587.5, era financiado, hasta el momento del anuncio, en un 60 %. Como seguimiento de este plan, en febrero de 2010 inició la entrega de paquetes escolares para diferentes centros escolares que beneficiaría a las familias más pobres y serviría de apoyo a los micro y pequeños empresarios.
Sin embargo, en el mes de julio de 2011 recomendó a su gabinete de ministros la actualización de las metas del plan quinquenal, ya que sobrepasaban la capacidad financiera del gobierno.
Para agosto de 2010 estableció la Política Nacional de Protección al Consumidor y para su cumplimiento efectivo el Sistema Nacional de Protección al Consumidor que pretende, entre otros objetivos, respaldar la garantía mínima en la adquisición de productos y el derecho a la devolución de dinero cuando un producto no funciona como se debe.
Según el Programa de las Naciones Unidas para el Desarrollo (PNUD), la tasa de pobreza se redujo en 6 puntos porcentuales entre 2009 y 2014, hasta el 40 %.
Sin embargo, el gobierno es criticado por el FMLN por sus reformas consideradas demasiado tímidas.
Subsidio al gas propano
A partir del mes de mayo de 2011, el Gobierno de Funes implantó el subsidio al gas propano focalizado para unos "ochocientos mil hogares pobres del país", que abarca a los consumidores de 200 kW hora de energía. Este sistema suplantó el subsidio directo a las empresas gaseras, el cual también fomentaba —según el Gobierno— el contrabando. Sin embargo, para entidades como la Asociación Nacional de la Empresa y Privada (ANEP), y la Cámara de Comercio de El Salvador, la inclusión posterior de consumidores de 300 kW hora de energía, escuelas, y comedores de beneficencia, eran muestra que el Gobierno "no contaba con un plan para impulsar estos proyectos", y que con el tiempo esas políticas traerían "consecuencias negativas, que con el tiempo tendrán repercusiones en la población más pobre del país".
Plan energético
Con base a una recomendación del Concejo Nacional de Energía, el mandatario detuvo el proyecto de la presa El Cimarrón que sería construido entre Chalatenango y Santa Ana, por considerar que atentaría contra el medio ambiente y las comunidades aledañas.
Casa para todos
Como parte del «Plan Anticrisis», Funes lanzó el plan «Casa para Todos» que tenía como objetivo la construcción de 25 mil viviendas para sectores de bajos ingresos, y el cual generaría unos 41 mil 886 empleos directos y al menos 60 mil 855 empleos indirectos. Sin embargo, para mediados del año 2012, la Cámara Salvadoreña de la Industria de la Construcción (Casalco), que junto al Fondo Nacional para la Vivienda Popular (Fonavipo) participa en el proyecto, ha establecido que los resultados del plan han sido «modestos» debido a que no se crearon esquemas de financiamiento para que la población tuviese más acceso a la compra de las viviendas, y el exceso de «tramitología».
Plan de austeridad
En el mes de abril de 2012, el presidente inició un plan de austeridad para el Órgano Ejecutivo que permitirá el ahorro de unos 31 millones de dólares. La iniciativa surgió por la difícil situación económica del país y las exigencias de organismos financieros internacionales, además admitió que los gastos del Estado sobrepasaban los ingresos. Las medidas incluyen recortes de gastos en oficinas públicas, viáticos, viajes al exterior, y congelamiento de nuevas plazas, entre otras.

### Política de seguridad pública

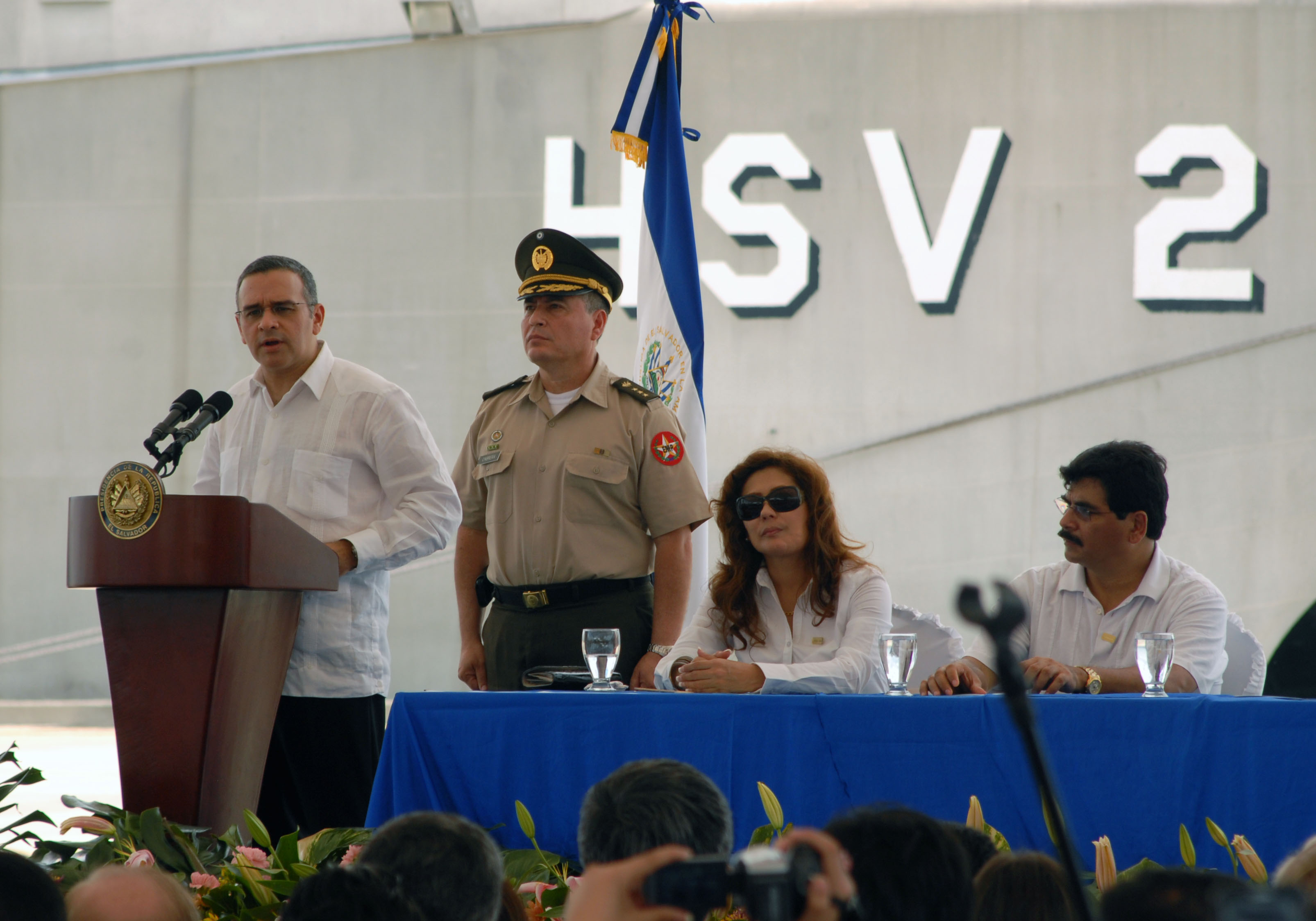
Mauricio Funes durante una ceremonia para conmemorar la gran inauguración de un nuevo muelle en el puerto La Unión

En el día su investidura como presidente de la nación, y relacionado con el tema de la lucha contra el crimen, comunicó la «acción central» de la Policía Nacional Civil en determinados municipios del país. El día 3 de noviembre, anunció el aumento "significativo" de militares como apoyo a este cuerpo de seguridad en función del combate a la delincuencia, que en 2009 tuvo un aumento en relación con las cifras del año 2008. De hecho, avaló la salida del ejército salvadoreño el 6 de noviembre de 2009 ante el embate de la delincuencia que hasta ese momento causaba unas 12 muertes diarias, y en mayo de 2010 extendió la potestad a esta institución de controlar la seguridad interna y externa de los centros penales para contrarrestar "la corrupción interna y la compra de voluntades". Asimismo amplió la presencia de los militares en más municipios del país.
Funes presentó durante el mes de febrero de 2010 la denominada "Política Nacional de Justicia, Seguridad Pública y Convivencia", la cual fue propuesta para su discusión entre empresarios, políticos, iglesias, universidades y otros sectores del país. Entre otras acciones, el proyecto contiene el incremento de policías, ampliación de presidios y controles para evitar que los delincuentes recluidos organicen extorsiones y homicidios desde las cárceles. El 10 de septiembre, y en el tercer día de un paro al transporte público bajo amenazas de grupos criminales, el mandatario sancionó la Ley de Proscripción de Pandillas presentada por su administración a la Asamblea Legislativa salvadoreña, la cual fue aprobada por 78 de los 84 diputados.

### Política internacional

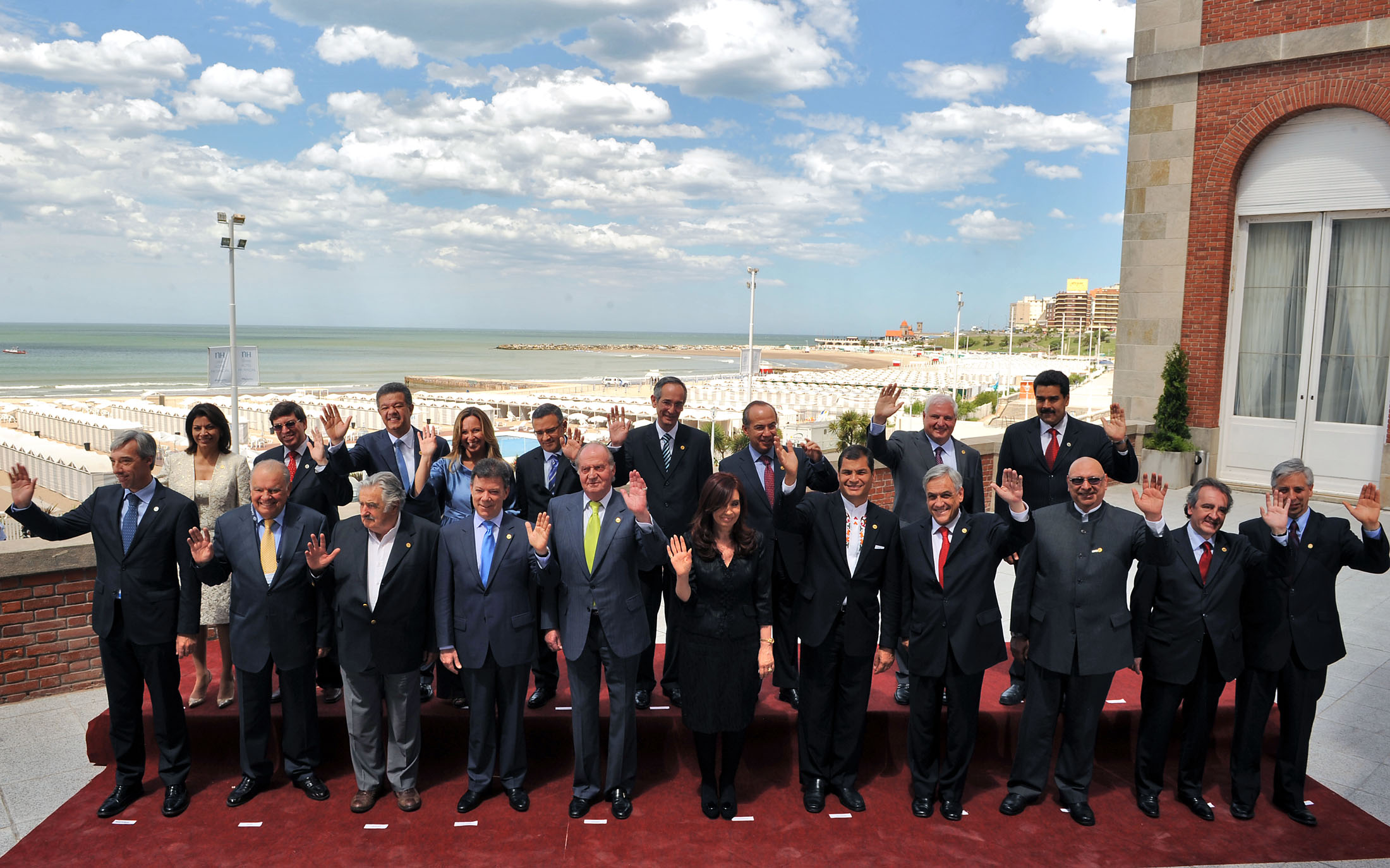
Funes (5.º, 2.ª fila) durante la XX Cumbre Iberoamericana en Mar del Plata.

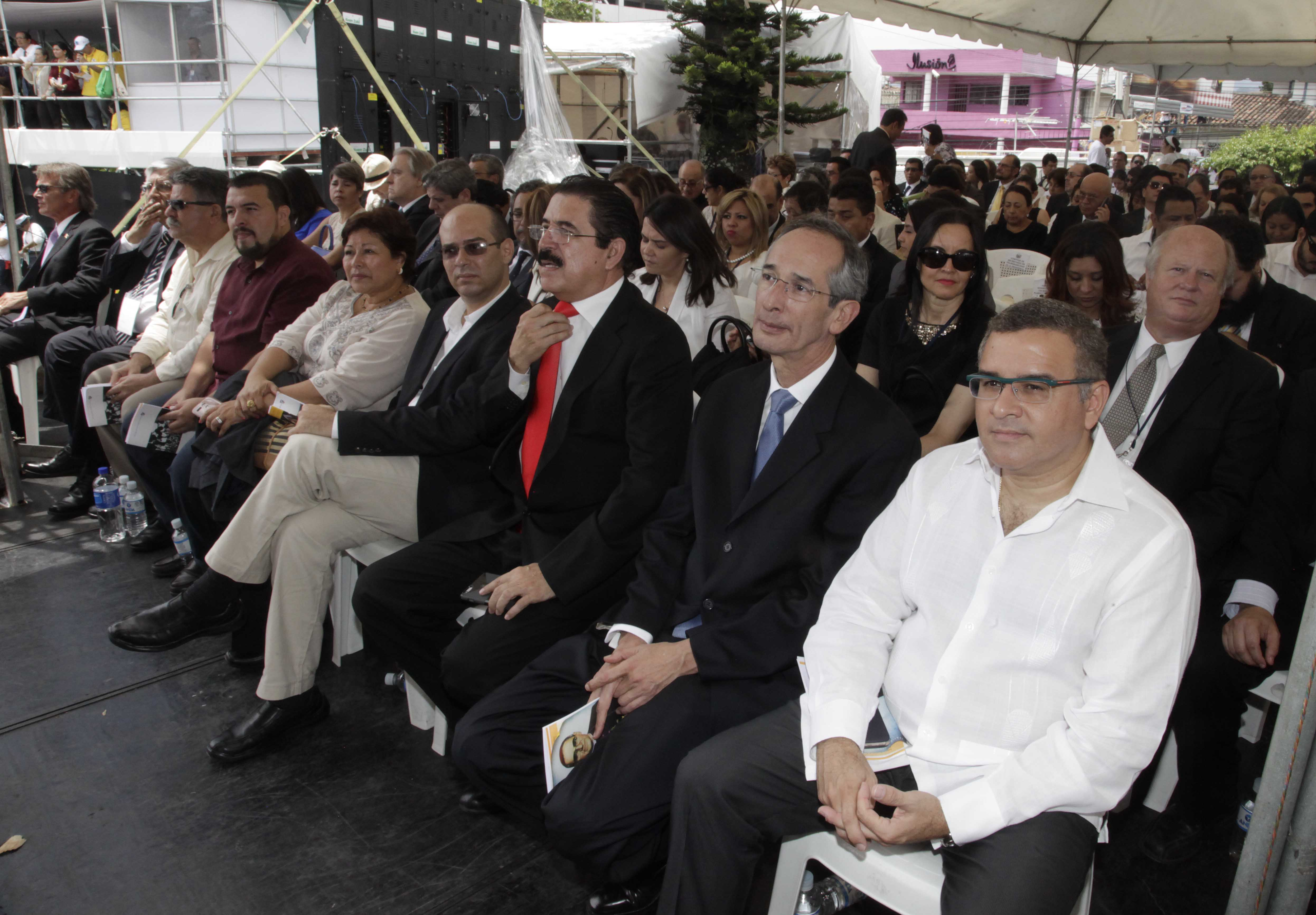
Reunión de expresidentes de Centroamérica: Mauricio Funes (El Salvador), Álvaro Colom (Guatemala) y Manuel Zelaya (Honduras).

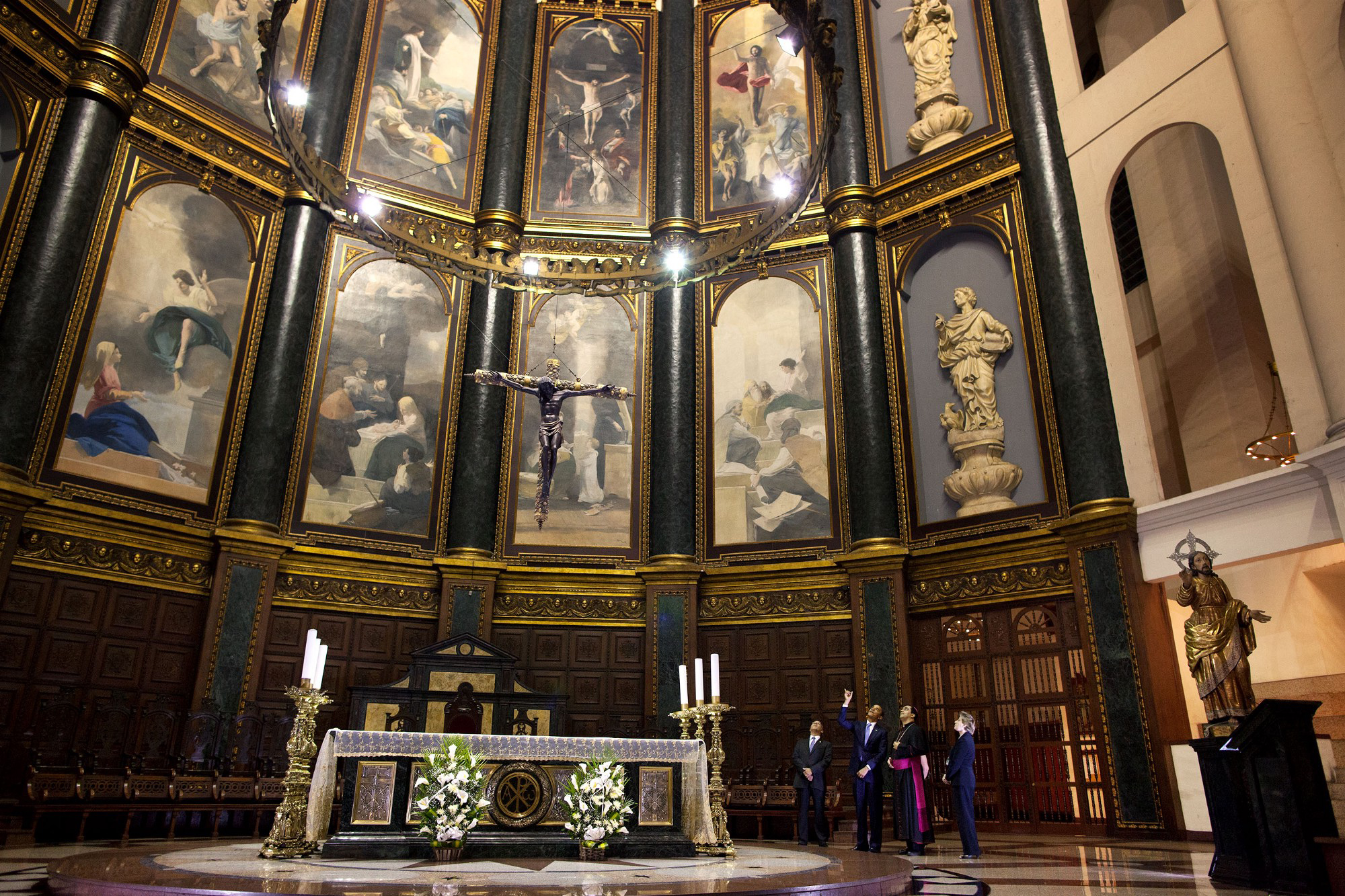
Visita del Presidente de Estados Unidos Barack Obama a la Catedral Metropolitana de San Salvador, El Salvador, con el Arzobispo José Luis Escobar Alas, el presidente de El Salvador Mauricio Funes, 22 de marzo de 2011.

El mandatario afirmó el restablecimiento de las relaciones diplomáticas con Cuba interrumpidas desde 1962, y recibió, el día 23 de octubre de 2009, las cartas credenciales del nuevo embajador de esa nación. A finales del mes de junio de ese año, en vista del golpe de Estado acaecido en Honduras, expresó su rechazo y desconocimiento hacia las nuevas autoridades que tomaron el poder en la vecina nación. Entre las medidas adoptadas, junto a otros mandatarios en una reunión de emergencia del SICA, apoyó el cierre de las fronteras terrestres con Honduras. Tal decisión fue criticada por el presidente de la Asociación Nacional de la Empresa Privada (ANEP), que calificó la disposición como un «error» por afectar la economía de la región. Sin embargo, el 20 de julio de 2010 apoyó el reingreso de esa nación al organismo regional, junto a los demás países miembros a excepción de Nicaragua. Tampoco reconoció al nuevo gobierno paraguayo elegido en junio de 2012 tras la destitución de Fernando Lugo.
Otra decisión, calificada por él mismo como "deuda histórica", fue el reconocimiento del Estado de Palestina. Además enfatizó que, en lo relativo al proceso de paz de este país con Israel, este reconocimiento formal contribuirá "a una solución pacífica, justa y duradera" entre ambas naciones.
Por otro lado, el dirigente ha reiterado su negativa de adherirse a la Alianza Bolivariana para los Pueblos de Nuestra América (ALBA), pues considera que no reportaría beneficio para su país, ya que su prioridad es buscar el avance de la integración centroamericana. El derrocamiento por el ejército del presidente reformista hondureño Manuel Zelaya fue citado por algunos observadores como explicación de la cautelosa relación de Mauricio Funes con Estados Unidos.

### Política de salud pública
Funes anunció, el 15 de septiembre de 2010, la creación de un Sistema Nacional Integrado de Salud que iniciaría en 74 municipios con mayor índice de pobreza en el país. Según el presidente, el programa llevará atención médica a cada hogar, "empezando por los que viven en zonas alejadas y excluidas" y ayudaría a reducir la carga hospitalaria en la capital salvadoreña.
Sin embargo, para septiembre de 2012 la ministra María Isabel Rodríguez declaró que las reformas proyectadas no serían cumplidas en su totalidad en todos los municipios debido a la situación económica del país, por lo que esperaba que la próxima administración gubernamental acabaría con cumplir las metas.

### Política laboral
En abril de 2010 Funes decidió ampliar la cobertura del Instituto Salvadoreño del Seguro Social (ISSS) para los empleados domésticos, cuyo número se estima en unos 100 000 trabajadores.
El 30 de octubre de 2010 el Ministerio de Hacienda, bajo la responsabilidad del ministro Carlos Enrique Cáceres, propuso un Proyecto de Ley para aumentar el salario de los trabajadores públicos y las pensiones, siendo los aumentos de la siguiente manera: pensiones de $143 a $208; salario mínimo del sector público de $208 a $300; salario del sector público entre los $300 y $600 un aumento del 10 %; salarios del sector público entre $600 y $1000 un aumento del 6 %.

### Política ambiental
Funes ordenó la suspensión de la explotación minera en el departamento de Cabañas, en vista de tres asesinatos contra activistas que se oponían a esa industria. La prohibición de este tipo de obras en el país había sido declarada desde el gobierno de Elías Antonio Saca.

### Política de derechos humanos
En nombre del Estado, y durante la conmemoración del decimoctavo aniversario de la firma de los Acuerdos de Paz de Chapultepec, el presidente salvadoreño pidió perdón a las víctimas de violaciones a los Derechos Humanos, al reconocer que «agentes, entonces pertenecientes a organismos del Estado, entre ellos las Fuerzas Armadas y los cuerpos de seguridad pública, así como otras organizaciones paraestatales, cometieron violaciones a los derechos humanos y abusos de poder». Por el contrario, el dirigente opositor Armando Calderón Sol refutó esa declaración al aseverar que «el Estado jamás debió pedir perdón»; mientras, Alfredo Cristiani manifestó que lo realizado por Funes fue un acto formal que ya se había realizado con anterioridad.
Esta declaración fue repetida por el mandatario en el 30.º aniversario del asesinato de Óscar Arnulfo Romero al aseverar que «grupos armados ilegales, ejercieron el terror de manera generalizada entre la población civil durante aquellos años aciagos dejando tras de si miles de víctimas... lamentablemente actuaron bajo la cobertura, colaboración o participación de agentes estatales». También lo hizo el 12 de octubre de 2010 durante el Primer Congreso Nacional Indígena, a los pueblos originarios salvadoreños, «por la persecución y el exterminio de que fueron víctimas»; y el 16 de enero de 2012 por la masacre del Mozote, perpetrada por efectivos militares. Dicho acto de desagravio lo realizó en el marco del vigésimo aniversario de la firma de los Acuerdos de Paz de Chapultepec.
Por otro lado, el mandatario anunció a principios de 2010 el pago de unos 19.5 millones de dólares en pensiones para más de 18 000 veteranos de la guerra civil que incluyen a lisiados del ejército, de la exguerrilla y familiares de combatientes fallecidos.

### Ciudad Mujer
Ciudad Mujer fue creado por iniciativa de la secretaría de Inclusión Social, Vanda Pignato. El centro tiene como objetivo la prestación de servicios especializados para la mujer salvadoreña, los cuales son: atención en salud con énfasis en salud sexual y reproductiva, autonomía económica, prevención y atención de la violencia contra la mujer, educación colectiva para la promoción de los derechos de las mujeres, y atención infantil para las usuarias que deben hacerse acompañar de sus hijos. La primera sede fue abierta en el municipio de Colón y se tiene proyectado otras seis en diferentes puntos del país hasta la fecha.

### Comisión Consultiva para Temas de Nación
Funes giró una invitación a los Expresidentes de la República, desde la firma de los Acuerdos de Paz de Chapultepec, y a los secretarios generales de todos los partidos políticos legalmente constituidos, para integrar una Comisión Consultiva para Temas de Nación, cuya primera reunión fue realizada el 11 de marzo de 2011. La finalidad de esta junta es "discutir temas trascendentes y estratégicos de Nación (...) para contribuir a promover los grandes acuerdos que (...) permitan profundizar el proceso de democratización, fortalecimiento institucional y de cambio que el país vive y que la sociedad (...) demanda".

## Pospresidencia y muerte: Señalamientos de corrupción y asilo político
La Fiscalía General de la República de El Salvador ordenó el viernes 8 de junio de 2018 la captura de Funes, varios de sus exfuncionarios y familiares acusados de participar en actos de corrupción mediante los cuales se apropiaron indebidamente de fondos del Estado por 351 millones de dólares. Se envió un oficio a la policía internacional Interpol “alertando que el señor Funes es persona de interés” para El Salvador y también “se va a solicitar la extradición” del exmandatario y los familiares que lo acompañan.
Fue encontrado culpable de enriquecimiento ilícito y condenado a restituir los fondos adquiridos durante su mandato. Adicionalmente tiene abiertos 4 procesos penales debido a la sustracción de $351 millones de fondos públicos; acusaciones de sobornos al fiscal general de la República; malversación de fondos, lavado de dinero y asociaciones ilícitas por irregularidades en la construcción de la presa El Chaparral; revelación de hechos, actuaciones o documentos secretos por empleado oficial por la divulgación de un Reporte de Operaciones Sospechosas (ROS) emitido por Estados Unidos y 2 investigaciones, una por sobornos a diputados y otra por presunto financiamiento electoral de Odebrecht a la campaña de Funes.
El Gobierno de Nicaragua, encabezado en ese momento por Daniel Ortega, otorgó asilo político al expresidente Mauricio Funes, su pareja Ada Mitchell Guzmán y a tres de sus hijos, el 6 de septiembre de 2016, por considerar «estar en peligro su vida e integridad física y la de su familia por luchar en pro de la democracia, la paz, la justicia y los derechos humanos y en su filiación política en la República de El Salvador».
El anuncio de su adquisición de nacionalidad nicaragüense se hizo efectivo mediante la resolución 31-19 publicado en La Gaceta, Diario Oficial, el martes 30 de julio de 2019. Desde Nicaragua mantuvo una posición hostil a la gestión del gobierno de Nayib Bukele.
El 29 de mayo de 2023, Funes fue condenado a 14 años de prisión por negociaciones relacionadas con las treguas entre pandillas que hizo mientras estaba en el cargo.

### Fallecimiento
El 21 de enero de 2025, aquejado por una dolencia crónica, falleció exiliado en Managua a los 65 años de edad. Sufrió un ataque al corazón el 8 de enero y posteriormente fue hospitalizado. La noticia fue confirmada por el Ministerio de Salud de Nicaragua. Su muerte fue lamentada por el FMLN.

## Reconocimientos
A lo largo de su trayectoria periodística, Mauricio Funes obtuvo los siguientes premios:
- Premio Nacional de Prensa 1991: al Comunicador Social en la rama de televisión, otorgado por UNICEF.
- Premio Nacional de Prensa 1992: al Comunicador Social en la rama de televisión, otorgado por UNICEF.
- Primer Lugar del "Premio Arzobispado de San Salvador para Comunicadores Sociales": en la rama de televisión, en 1992.
- Primer Lugar del "Premio Arzobispado de San Salvador para Comunicadores Sociales": en la rama de televisión, en 1993.
- Premio Internacional de Periodismo "María Moors Cabot": Universidad de Columbia, Nueva York, EU. en 1994.
- Periodista Sobresaliente de El Salvador: por la Asamblea Legislativa, según decreto legislativo n.º 204 del 8 de diciembre de 1994.
- Premio Brasil de Periodismo 1996. otorgado por el Gobierno de la República Federativa de Brasil.
- Premio al Periodismo Democrático: de la Fundación Konrad Adenauer y el Instituto Salvadoreño para la Democracia en junio de 1997.
- Premio Nacional de Derechos Humanos, "Herbert Anaya Sanabria": noviembre de 1999.
- Periodista del Año: en la rama de Televisión por la Asociación de Periodistas de El Salvador (APES), en julio de 2000.
- Mejor Entrevistador Televisivo 2004: del Programa "Nuestras Estrellas" organizado por Asociación Salvadoreña de Radiodifusores (ASDER) y www.elsalvador.com.
- Máxima Estrella Televisiva 2004: del Programa "Nuestras Estrellas" organizado por ASDER y www.elsalvador.com.
- El presidente centroamericano mejor evaluado.[80]
- Parlamento Centroamericano Francisco Morazán: otorgado por el PARLACEN en agosto de 2010.[81]